# 塔尔泰杰
塔尔泰杰（Thaltej），是印度古吉拉特邦Ahmadabad县的一个城镇。总人口42699（2001年）。

## 人口
该地2001年总人口42699人，其中男性22565人，女性20134人；0—6岁人口4426人，其中男2556人，女1870人；识字率80.40%，其中男性为83.68%，女性为76.72%。